# Clausen (Allemagne)
Pour les articles homonymes, voir Clausen (homonymie).
Clausen est une municipalité de la Verbandsgemeinde Rodalben, dans l'arrondissement du Palatinat-Sud-Ouest, en Rhénanie-Palatinat, dans l'ouest de l'Allemagne.